# Richard Wright
Richard William "Rick" Wright (Hatch End, London, 28. srpnja 1943. – Kensington, London, 15. rujna 2008.) bio je britanski glazbenik i član sastava Pink Floyd.
Wright napušta Pink Floyd 1979. godine zbog nesuglasica s Rogerom Watersom, ali se vraća 1986. uslijed Watersove objave da napušta sastav krajem 1985. godine. Na koncertu „Live8” u 2005. godini, Wright je nastupio za Pink Floyd, i to prvi put s Watersom nakon dvadeset godina.

## Zee
Richard Wright je u razdoblju između 1983. i 1985. bio član sastava Zee, zajedno s Daveom Harrisom.

## Suradnja s Gilmourom
David Gilmour je 2006. objavio svoj solistički album On an Island, a na nekoliko pjesama je sudjelovao i Wright, kao vokal i, naravno, svirajući sintesajzer i orgulje. Poslije izdavanja albuma bio je član prateće turnejske trupe.

## Smrt
BBC je 15. rujna 2008. izvijestio da je Rick Wright preminuo zbog posljedica raka u 65. godini života.

## Diskografija
- Albumi s Pink Floydom
- 1978. – Wet Dream (solo album)
- 1984. – Identity (sa sastavom Zee)
- 1996. – Broken China (solo album)